# Râul Ialomicioara (Fieni)
Râul Ialomicioara, numit uneori și Ialomicioara apuseană (pentru diferențiere de Râul Ialomicioara (Moroeni) este un curs de apă, afluent al râului Ialomița în dreptul localității Fieni. Cursul superior al râului mai este cunoscut și sub numele de râul Vaca.